# Гончаров Анатолій Дмитрович
Анатолій Дмитрович Гончаров (* 23 грудня 1949, м. с. Комора Губкінського району Бєлгородської області, Росія;) — народний депутат України, член Партії регіонів.

## Освіта
У 1969 р. — Індустріальний технікум
1978 р. — Донецький політехнічний інститут, спеціальність — гірничий інженер-електрик

## Трудова діяльність
З 1969 р. — підземний електрослюсар, майстер і начальник видобувної дільниці, керівник профспілкового комітету, директор шахти ім. Гаєвого
2006 р. — генеральний директор ДП «Артемвугілля»
31 жовтня 2010 р. був обраний депутатом Донецької обласної ради по одномандатному виборчому округу (м.Горлівка)
На парламентських виборах 2012 р. був обраний Народним депутатом Верховної Ради України від Партії регіонів по одномандатному мажоритарному виборчому округу № 51. За результатами голосування отримав перемогу набравши 40,11 % голосів виборців.
Член Комітету Верховної Ради з питань паливно-енергетичного комплексу, ядерної політики та ядерної безпеки.

## Публічні висловлювання
Про Революцію Гідності:
|  | Виникли проблеми, а ми виявилися не готовими до їх вирішення і саме тому знову виник Майдан. Я розумію, що цей майдан виник не випадково – він готувався до виборів 2015 року. І в кінці знову у об'єднаної опозиції лозунги: «Свобода. Незалежність. Права. Свободи». В підсумку, всім цим скористався «Правий сектор». Ви це все знаєте і люди знають. Якщо опозиція проводить роботу для того, щоб прийти до влади, то на сьогоднішній день цієї категорії людей влада вона сама по собі не потрібно — їм треба війна, бойові дії,безлад. У нас є «Конституція», гарна чи погана, але в кінцевому підсумку, як би всім потрібно було би дотримуватися тих законів, які там є. Сьогодні кажуть, що Майдан — це вищий державний орган - давайте его узаконимо. Де? Верховна Рада — у відставку. Президент — у відставку. Майдан — у Києві. У будь-якій країні є свій порядок керування. Майдани будут, наприклад, в області. І я сам собі задаю питання: «А що далі»? Я розумію, що ми вже не один раз переживали зміни, так би мовити, поколінь влади: у підсумку, щоб Україна почала жити добре, потрібно почати працювати. |